# COVID-19-Pandemie im Landkreis Tirschenreuth
Die COVID-19-Pandemie trat im Landkreis Tirschenreuth in Bayern während der „ersten Welle“ der Pandemie mit einer der höchsten Infektionszahlen und bis in den Dezember 2020 mit der höchsten Rate an Todesfällen in Deutschland in Erscheinung. Bis zum 17. Dezember 2020 registrierte das Robert Koch-Institut 2992 Fälle pro 100.000 Einwohner und 163 Tote. Damit waren 7,6 % aller Erkrankten im Landkreis Tirschenreuth im Zusammenhang mit der Pandemie gestorben. Anfang Februar 2021 registrierte der Landkreis erneut die höchste 7-Tage-Inzidenz in Deutschland.

## Hintergrund
Die COVID-19-Pandemie nahm im Dezember 2019 in Wuhan, Provinz Hubei, Volksrepublik China ihren Ausgang. Sie betrifft die neuartige Erkrankung COVID-19. Diese wird durch das Virus SARS-CoV-2 aus der Gruppe der Coronaviridae verursacht und gehört in die Gruppe der Atemwegserkrankungen. Ab dem 11. März 2020 stufte die Weltgesundheitsorganisation (WHO) das Ausbruchsgeschehen des neuartigen Coronavirus als weltweite Pandemie ein.

## Verlauf und Maßnahmen
Am 11. März 2020 wurden im Landkreis Tirschenreuth die ersten drei SARS-CoV-2-Infektionen bestätigt. Es wird vermutet, dass eine Veranstaltung, das Starkbierfest des Burschenvereins in Mitterteich, zur schnellen Ausbreitung des Virus führte. Die SARS-CoV-2-Infektionen breiteten sich im Landkreis in der Folge rasant aus. Am 17. März 2020 empfahl das Landratsamt des Landkreises Tirschenreuth der Bevölkerung, sämtliche sozialen Kontakte ab sofort auf ein Minimum zu reduzieren, da die Gefahr, sich mit dem Corona-Virus anzustecken, aktuell extrem groß sei. Am 18. März 2020 verhängte es für das Stadtgebiet Mitterteich die erste Ausgangssperre Deutschlands wegen „Corona“. Diese Maßnahme aufgrund des Virusausbruchs war die erste in Deutschland und galt vorerst bis Anfang April. Das Haus durfte nur für Arbeit, Einkäufe, Arztbesuche oder Hilfeleistung für Bedürftige verlassen werden. Bei Missachtung konnten Geld- oder Haftstrafen drohen. Bereits zum Beginn der Ausgangssperre in Mitterteich stattete der bayerische Innenminister Joachim Herrmann dem Landratsamt einen Besuch ab. Dabei ließ er sich vom Landrat und den zuständigen Einsatzkräften informieren. Die Ausgangssperre bezeichnete Herrmann daraufhin als „absolut richtige Entscheidung!“ Das Landratsamt Tirschenreuth vermittelte Hilfsangebote für die betroffenen Menschen in Quarantäne sowie für Senioren, beispielsweise Nachbarschaftshilfen und Einkaufsdienste.
Am 20. März 2020 wurde der erste COVID-19-bedingte Todesfall im Landkreis Tirschenreuth gemeldet. Am 25. März 2020 wurde aufgrund der Knappheit von Schutzausrüstung, insbesondere von Schutzmasken, ein öffentlicher Spendenaufruf gestartet. Alle Unternehmen sowie auch Privathaushalte sollten entsprechendes Material spenden, damit sich beispielsweise das Personal in den Kliniken, Heimen, Pflegedienste und die Einsatzkräfte des Landkreises ausreichend schützen könnten.
In einer Pressekonferenz vom 30. März 2020 kündigte Ministerpräsident Markus Söder an, dass im Landkreis Tirschenreuth und drei weiteren besonders betroffenen Landkreisen von nun an eine „Masken- und Schutzpflicht“ in allen Altenheimen gelte.
Bereits Ende März 2020 gehörten die Infektionszahlen im Landkreis Tirschenreuth nach Daten des Robert Koch-Instituts (RKI), sowohl absolut als auch gemessen an den Infektionen pro 100.000 Einwohnern, zu den höchsten in ganz Deutschland. Im Landkreis Tirschenreuth traten bis zum 4. April 2020 laut RKI bayernweit die meisten SARS-CoV-2-Fälle mit über 700 Infizierten sowie 39 Todesfällen auf.
Bis Anfang April 2020 waren im Landkreis Tirschenreuth bereits 579 Personen mit dem Corona-Virus infiziert. Der Schwerpunkt lag weiterhin in der Stadt Mitterteich mit 140 Fällen. Da „in der Stadt Mitterteich weiterhin eine sehr dynamische und ernst zu nehmende Situation mit starker Zunahme der Fallzahlen seit Erlass der Allgemeinverfügung ‚Ausgangssperre‘“ am 18. März bestehe, wurde die Ausgangssperre für das Stadtgebiet Mitterteich bis einschließlich 9. April 2020 verlängert. Die Ausgangssperre galt zuvor bis einschließlich 2. April 2020.
Am 3. April 2020 wandte sich Landrat Wolfgang Lippert mit einem öffentlichen Aufruf an Ärzte. Für die Bewältigung der Corona-Krise im Kreis würden aufgrund der hohen Fallzahlen dringend Ärzte für die Mithilfe beim Gesundheitsamt des Landkreises gesucht.
Da das Infektionsgeschehen im besonders betroffenen Stadtgebiet Mitterteich im Vergleich zum restlichen Landkreis keine signifikanten Unterschiede mehr aufwies, wurde eine vorzeitige Aufhebung der angeordneten Ausgangssperre für den 7. April 2020 angekündigt. Dies wurde in einer Sitzung des Krisenstabes des Katastrophenschutz beschlossen. Dennoch seien die Bürger weiterhin dazu angehalten, die sozialen Kontakte auf ein absolut notwendiges Minimum zu reduzieren.
Der Landkreis Tirschenreuth erhielt im April 2020 Hilfe von der Bundeswehr zur Bewältigung der Krisensituation. Zwölf Senioren- und Pflegeheime im Landkreis werden von 28 Soldaten der Bundeswehr unterstützt. Sie stammen vom Logistik-Bataillon 472 aus Kümmersbruck.
Die Präsidentin des Deutschen Roten Kreuzes, Gerda Hasselfeldt, verschaffte sich am 22. Mai 2020 ein aktuelles Bild von der Lage im Landkreis Tirschenreuth. Auf einer Pressekonferenz mit DRK-Präsidentin Hasselfeldt, BRK-Präsident Theo Zellner und BRK-Landesgeschäftsführer Leonhard Stärk sowie Bundeswehr-Generalarzt Bruno Most erklärte die hochkarätige Riege, dass man im Landkreis Tirschenreuth auch für die Zukunft lernen könne, da das Coronavirus hier schlimmer als im Rest der Republik auftrat.
Bis zum 24. Juni 2020 waren im Landkreis Tirschenreuth 1138 COVID-19-Erkrankungen gemeldet worden (zwei Fälle weniger als zuvor, aufgrund einer Doppel-/Falscherfassung). Bis zu diesem Tag waren 122 Personen im Kreis an SARS-CoV-2 verstorben und 138 Personen an und mit SARS-CoV-2 verstorben (laut LGL). 996 Personen waren wieder genesen.
Am 15. Juli 2020 veröffentlichte das Landratsamt in einer Pressemitteilung den 29-seitigen Bericht des Robert-Koch-Institutes über die Ergebnisse der Untersuchung der COVID-19-Epidemie im Landkreis Tirschenreuth. Deutschlandweite Medien zitierten aus dem Bericht und legten dabei vor allem ein Augenmerk auf die starke Exposition zu Beginn der Pandemie, als der Landkreis Tirschenreuth zeitweise als bundesweit aktivster Virenherd galt. Laut Untersuchungsbericht gaben 33 von 98 Befragten an, entweder kurz zuvor im Skiurlaub in Österreich oder Italien gewesen zu sein, an einem Starkbierfest in der Stadt Mitterteich oder an einem zweiten Bierfest namens Zoigl, das an diesem Wochenende ebenfalls in Mitterteich stattfand, teilgenommen zu haben. Die Studie des RKI folgerte daher: „ein Zusammenspiel dieser drei Faktoren, zu einem Zeitpunkt, als noch kein einziger Fall aus dem Landkreis gemeldet worden war, scheint wahrscheinlich als Ursache für die rasante Ausbreitung des neuen Coronavirus in der Stadt Mitterteich und daraufhin im gesamten Landkreis.“
Seit dem 6. Mai 2020 ist die 7-Tage-Inzidenz (d. h. die Zahl der Neuinfizierten in den vergangenen sieben Tagen auf 100.000 Einwohner) der maßgebliche Parameter für die Erklärung einer Gebietskörperschaft zum besonders betroffenen Gebiet. Anfang bis Mitte September 2020 waren die täglichen Infektionszahlen und die 7-Tage-Inzidenz im Landkreis Tirschenreuth zwar gering, jedoch schrillten trotzdem die Alarmglocken im Landratsamt, da stark steigende Zahlen der Neuerkrankungen aus dem Gebiet jenseits der Landesgrenze in Tschechien gemeldet wurden.
Ab dem 16. Oktober 2020 und in den folgenden Oktobertagen wurde bei der 7-Tage-Inzidenz jeweils der kritische Wert von 50 Neuinfektionen pro 100.000 Einwohnern innerhalb der letzten sieben Tage überschritten. In der Folge reagierte das Landratsamt mit einer Allgemeinverfügung, die strengere Beschränkungen regelte.
Am 2. Februar 2021 verzeichnete der Landkreis Tirschenreuth den höchsten 7-Tage-Inzidenzwert pro 100.000 Einwohner bundesweit.

## Statistik
Vom Landkreis Tirschenreuth wurden in Mitteilungen des Landratsamtes die folgenden COVID-19-Fallzahlen bestätigt:
Bestätigte Infektionsfälle, Geheilte und Todesfälle (jeweils kumuliert) im Landkreis Tirschenreuth
nach Pressemitteilungen des Landratsamtes
Am 18. April 2020 lagen im Landkreis Tirschenreuth unter den gemeldeten SARS-CoV-2-Todesfällen bei etwa 91 % der Fälle Informationen zur Todesursache vor, von denen wiederum etwa 92 % an COVID-19 und 8 % an einer anderen Ursache verstorben waren.

## Studie
Anfang April 2020 wurde vom bayerischen Ministerpräsidenten Markus Söder angekündigt, dass von Forschern im Landkreis Tirschenreuth eine spezielle COVID-19-Studie durchgeführt werden solle, ergänzend und zeitgleich zu einer bereits laufenden COVID-19-Studie in München, um die tatsächliche Verbreitung des Virus in der Bevölkerung zu erforschen. Man müsse aus den verschiedenen Infektionsgeschehen lernen, betonte der Infektions- und Tropenmediziner Michael Hölscher. Deshalb sei es wichtig, Erkenntnisse im von der COVID-19-Pandemie stark betroffenen Landkreis Tirschenreuth zu gewinnen. Laut Ulrike Protzer, Direktorin des Instituts für Virologie an der TU München, flössen dabei die Erfahrungen einer Studie aus dem Kreis Heinsberg in Nordrhein-Westfalen ein, deren Methoden und Erkenntnisse wolle man für das Vorgehen im Landkreis Tirschenreuth nutzen.
Am 29. Juni 2020 startete die Corona-Studie im Landkreis Tirschenreuth. Die über einen längeren Zeitraum angelegte Studie soll Aufschluss darüber geben, wie hoch die Dunkelziffer der Infizierten im Landkreis ist, und dokumentieren, wie sich das bislang noch relativ unbekannte Virus entwickelt. Daneben erwarten sich die Wissenschaftler auch Hinweise auf eine mögliche schützende Wirkung von COVID-19-spezifischen Antikörpern.
Mittlerweile wurden die ersten Studienergebnisse veröffentlicht, wobei eine Seroprävalenz von 8,6 %, ein Dunkelziffer-Faktor von 5 (entspricht 5 unentdeckten Infektionen pro registrierter Infektion) und eine Infektionssterblichkeitsrate von 2,5 % festgestellt wurden.

## Kontroverse
Der Burschenverein Concordia lud für den 7. März 2020 zu einem Starkbierfest in Mitterteich ein. In einer ironisch formulierten Anzeige der Privatbrauerei Hösl wurde als „ultimativer Schutz gegen Corona“ eine „Massen-Schluckimpfung“ mit Starkbier empfohlen. Die Veranstaltung besuchten etwa 1200 bis 1400 Teilnehmer. Wenige Tage später traten erste Fälle im Kreis auf. Die Fallzahlen stiegen rasant an.
Bayerns Ministerpräsident Markus Söder äußerte in einer Regierungserklärung, Experten würden vermuten, dass der Ausgangspunkt für die vielen Infektionen jenes Starkbierfest in der ersten Märzwoche gewesen sei. Mitterteichs Bürgermeister Roland Grillmeier widersprach dem. Die meisten Erkrankten hatten das Fest nicht besucht.
Die Brauerei nahm Stellung: „Die aktuellen Diskussionen lösen bei uns tiefes Bedauern und große Betroffenheit aus.“
Ein Untersuchungsbericht des Robert-Koch-Instituts ermittelte zwei weitere Ausbreitungsgründe. Neben dem Starkbierfest und einem zweiten Bierfest in Mitterteich („Zoigl“, vom 14. bis 20. Februar 2020 und vom 3. bis 7. März 2020) wurden auch Skiurlaub-Rückkehrer aus Österreich und Italien für die rasante anfängliche COVID-19-Ausbreitung in der Stadt und in der Folge im Landkreis Tirschenreuth angeführt. Laut Bericht hatte der erste bekannte Fall im Landkreis den Erkrankungsbeginn am 17. Februar 2020, weitere 11 Fälle erkrankten ebenfalls bereits vor dem Starkbierfest in Mitterteich. Kommentatoren wiesen darauf hin, dass es jedoch weiterhin keine Erklärung gebe, warum sich das Virus in anderen Kreisen nicht so schnell verbreitet hätte, wo es ja auch Skifahrer und Feste gegeben habe.